# Navicularii
Se denomina navicularii a una clase de comerciantes navales en la Antigua Roma, encargados del transporte de mercancías por vía marítima. Estos negociantes estaban generalmente encuadrados entre los potentados de la sociedad romana, incluyéndose su grupo social entre los honestiores o clase alta de Roma (junto a senadores, caballeros, decuriones, grandes propietarios y jerarquía eclesiástica, tras la aceptación del cristianismo como religión oficial del Imperio.)
Habitualmente se agrupaban en corporaciones o collegia, cuya pertenencia al comienzo del Bajo Imperio era voluntaria, pero que más adelante se convirtió en obligatoria. Esto fue así por las asignaciones que el Estado encargaba a los navicularii y por el deseo de control del poder central. El cargo de navicularii terminó haciéndose hereditario, para asegurar el relevo en la dirección de esta prestación.

## Ocupación
Los navicularii se habían encargado desde su origen del transporte marítimo o fluvial, proporcionando suministros, mercancías y objetos y productos foráneos. La Urbe dependía de su actividad para el abastecimiento de productos esenciales (annona), como los cereales, materiales de construcción u objetos exóticos y de lujo para las clases acomodadas.
Julio César, en su De bello gallico, cita a los nauicularius como los encargados de armar las naves de aprovisionamiento.
Si así lo fue durante la República y el Alto Imperio, más necesario se hizo durante el Bajo Imperio, cuando la inseguridad general se extendió por todo el territorio, y el transporte por las vías romanas se hizo peligroso e inseguro.
También jugaron un papel importantísimo en el intercambio de mercancías entre las diferentes provincias romanas, especialmente las provistas de importantes puertos como Hispania, África y Egipto. 
Por ello, las autoridades imperiales trataron de regular y someter a los navicularii a los intereses del Estado, legislando sobre las obligaciones y derechos de estos comerciantes. Así, el Código Teodosiano contiene dos disposiciones que prohibían retener a los navicularii en su camino hacia Roma, para no entorpecer el suministro de la ciudad, y liberaba a estos de la obligación de prestar ciertos servicios públicos extraordinarios.
La labor de estos armadores, al servicio de la Urbe principalmente, prestaba un gran servicio al Estado, pero desatendía esa actividad en el caso de las regiones de segundo orden, que se vieron en desventaja comercial y en escasez de aprovisionamientos ocasionales. Y esto no solo por la prioridad dada a Roma, sino por el abuso que algunas fuentes confirman que cometían los navicularii, relacionados con la inclusión de comerciantes entre sus filas, para evitar el pago de ciertos impuestos, el retraso intencionado de los barcos para presionar sobre los precios o el negocio ilegal con mercancías del Estado romano.